# Paratoxodera meggitti
Paratoxodera meggitti es una especie de mantis de la familia Toxoderidae.

## Distribución geográfica
Se encuentra en Birmania y China.